# Em Kölsche Boor

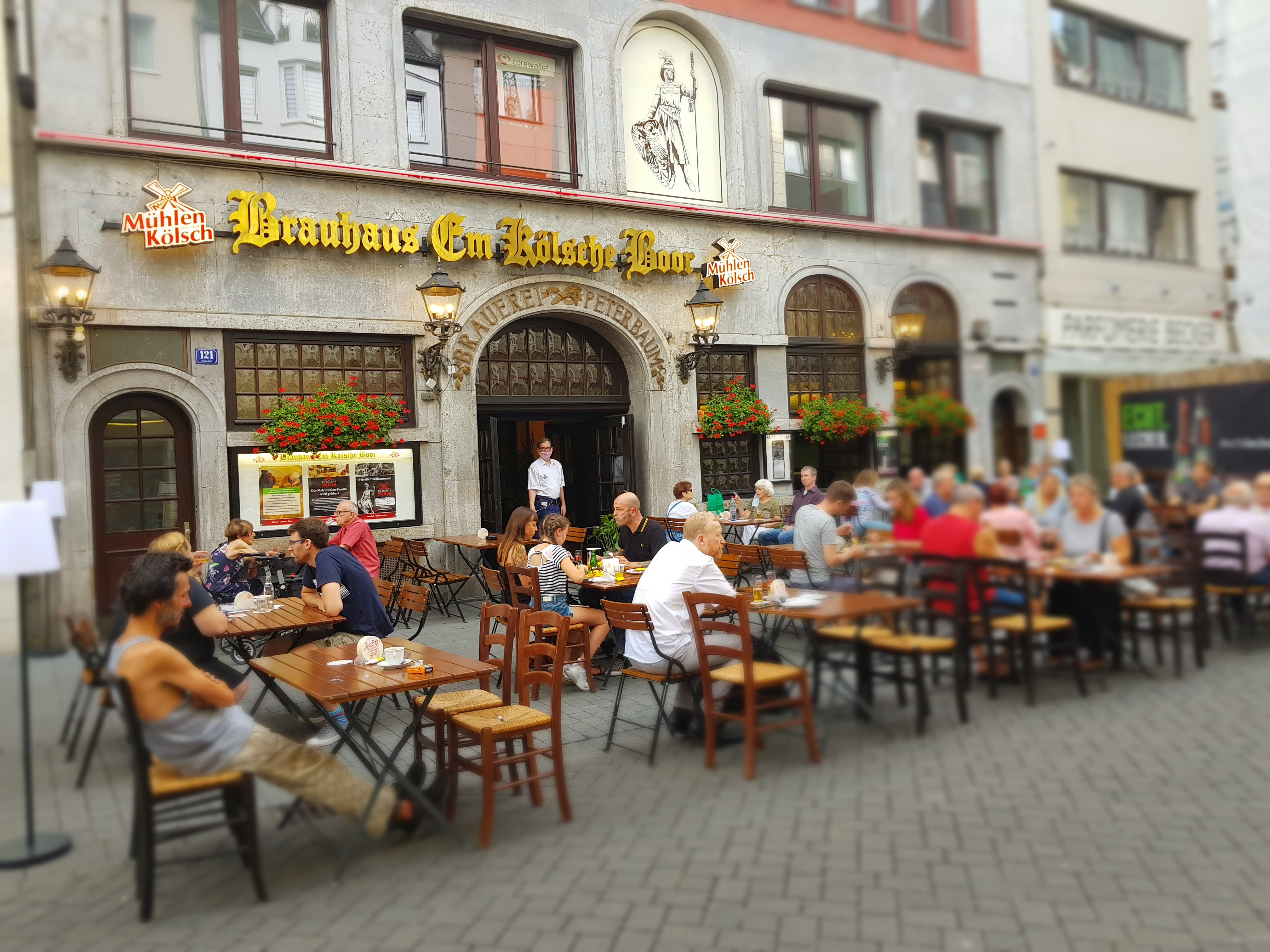
Brauhaus Em Kölsche Boor

Em Kölsche Boor ist eine im Kölner Eigelsteinviertel gelegene Gaststätte im traditionellen Brauhausstil. 1760 wurde das Unternehmen als Brauhaus gegründet und seitdem unter verschiedenen Namen geführt.
Der Brauereibetrieb vor Ort endete mit der Beschädigung des Hauses im Zweiten Weltkrieg. Der heutige seit 1907 genutzte Name bezieht sich auf die historische Darstellung des Kölner Bauern.

## Geschichte

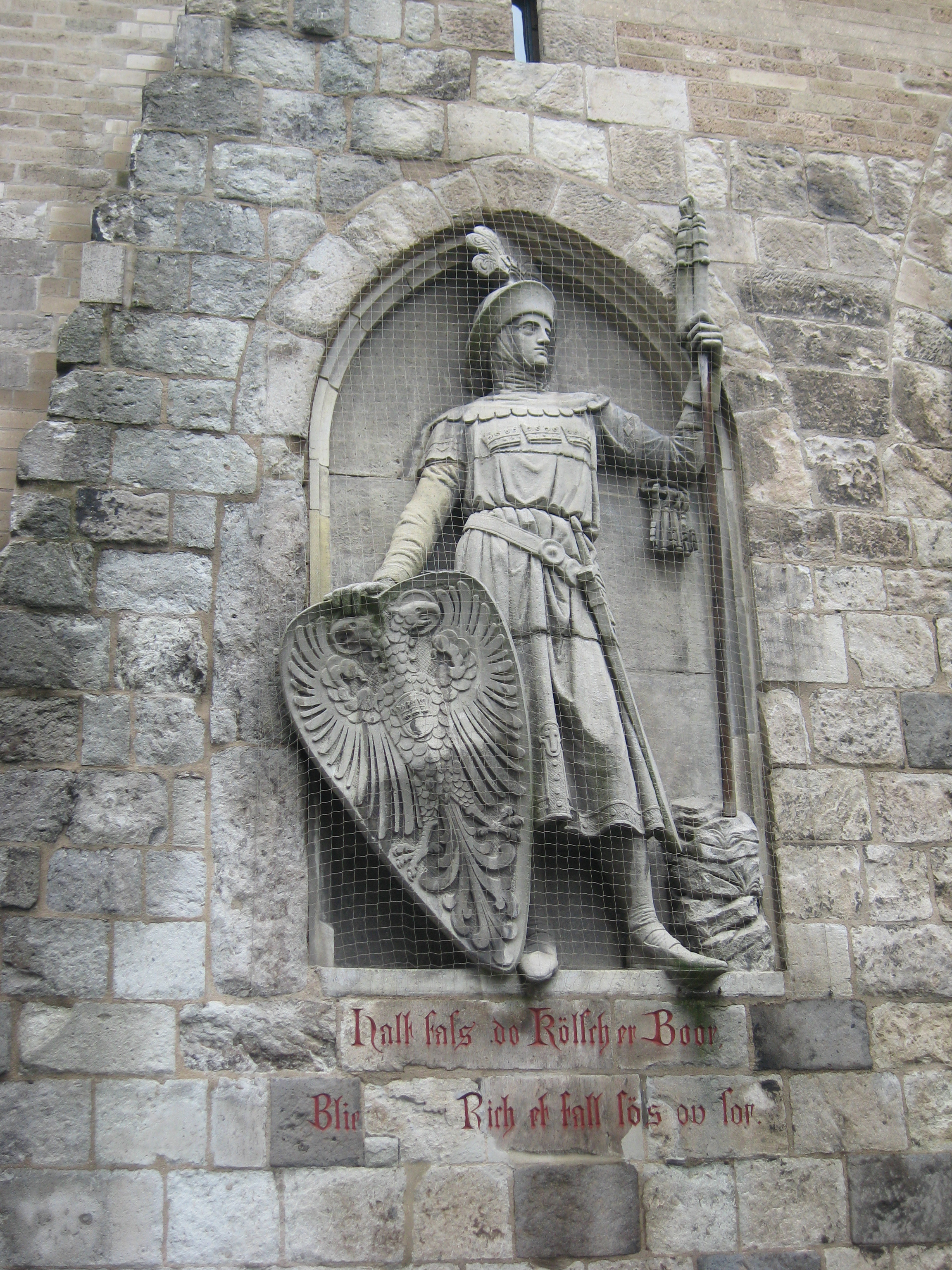
Der Kölsche Boor an der Eigelsteintorburg als Namensstifter

1760 führte der zünftige Bierbrauer Mathias Lölgen das Brauhaus am Eigelstein Nr. 121–123 unter dem Namen Zum Elephanten. Tiere wie Löwe, Ochse, Esel oder Adler waren im 18. Jahrhundert verbreitet Namensgeber für Gast- und Brauhäuser. Später übernahm Friedrich Brückmann die Brauerei bis 1871 und firmierte ab 1841 aus Anlass der Eröffnung der Eisenbahnlinie der Rheinischen Eisenbahn-Gesellschaft unter dem neuen Namen Zur Stadt Aachen.
Danach führte sein Geschäftspartner und Brauer Nikolaus Eichhoz das Brauhaus zwei weitere Jahre.
1873 übernahm Arnold Brentges die Brauerei und übergab sie 1879 an Albert Odenthal, der Brauerei und Gaststätte den neuen Namen Stavenbräu gab, nach der benachbarten Gasse im Eigelsteinviertel Im Stavenhof. Das Kölsch Stavenbräu wurde bis 1907 gebraut, ab 1903 unter der Leitung von Peter König.
1907 übernahm Mathias Baum die Geschäftsführung der Brauerei und Gaststätte, das Brauhaus führt seit dieser Zeit den heutigen Namen Em Kölsche Boor. 1912 gestaltete sein Sohn Peter die Brauerei und Gaststätte in eine Kölsche Hausbrauerei um.
Gustav Koch kaufte 1953 die im Krieg schwer beschädigte Ruine der Brauerei von den Erben Peter Baums und baute das Brauhaus wieder auf. Eine eigene Bierproduktion wurde im Gebäude nicht mehr aufgenommen, und es wurde seit dieser Zeit Kölsch der ehemals benachbarten Gaffel-Brauerei ausgeschenkt.
Das Brauhaus wurde zwischen 1983 und 2017 von den Eheleuten Katharina und Frank Koch geführt. Im Mai 2017 übernahm Christian Frings das Brauhaus als neuer Pächter. 2020 übernahm die Brauerei zur Malzmühle nach Renovierungsarbeiten den Betrieb der Gaststätte.